# Economia Mauritaniei
Mauritania este, din punct de vedere al dezvoltării economice, este o țară în curs de dezvoltare cu nivelul de viață relativ redus, comparativ comparativ cu alte state din regiune.

## Istoria economică
În perioada colonială activitatea de bază a populației era creșterea cămilelor, pescuitul și agricultura. În anii 1960, în Mauritania au fost descoperite importante minereuri de fier și de compuși feroși, iar de atunci, extracția acestui minereu a devenit principala activitate economică a statului.

## Industria
După cum s-a precizat și la istoric, principala ramură economică a Mauritaniei este extragerea minereurilor, în principala a celor feroase. 
În februarie 2007 compania rusă «РуссНефть» (RussNeft') a primit licența de extragere a hidrocarburilor din țară.

## Agricultura
Agricultura Mauritaniei se practică pe o climă secetoasă. În oaze se cresc curmale și culturi cerealiere. În anii 1970, regiunea Sahel a fost lovită de secetă, care a afectat mai mult de jumătate din țările din regiune și 200 de milioane de oameni. În Mauritania, în urma secetei, culturile de cereale au fost distruse, urmând apoi o foamete. A doua lovitură a secetei a avut loc între anii 1982—1984. Cu puțin după acest eveniment, a fost construit sistemul de irigare, cu care se permitea, într-o oarecare măsură, să se depășească efectele secetei. În prezent, suprafața de pământ irigată este de 49 000 de hectare.

## Turism
Principala atracție turistică este, bineînțeles, capitala Mauritaniei, anume capitala Nouakchott. Deși creată în 1960, aceasta păstrează stilul arhitectural berber. 